# Lepidotrigla longifaciata
Lepidotrigla longifaciata är en fiskart som beskrevs av Yatou, 1981. Lepidotrigla longifaciata ingår i släktet Lepidotrigla och familjen knotfiskar. Inga underarter finns listade i Catalogue of Life.